# Canó naval QF de 2 lliures
El canó de 2 lliures, oficialment el QF de 2 lliures (QF que denota "Quick Firing" - "foc ràpid") i universalment conegut com el pom-pom, era un canó automàtic britànic de 40 mm (1,6 polzades), utilitzat com a canó antiaeri pel Royal Navy. El nom prové del so que fan els models originals en disparar. Aquest QF de 2 lliures no era el mateix canó que l'Ordnance QF de 2 lliures, utilitzat per l'exèrcit britànic com a canó antitanc i un canó de tanc, encara que tots dos disparaven projectils de 2 lliures (0,91 kg), 40 mm (1,6 polzades).

## Predecessors - Guerra dels Bòers i la Gran Guerra

### QF d'1 lliura

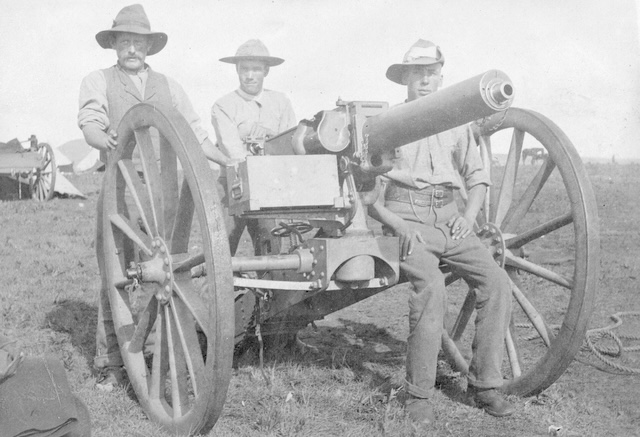
Tropes australianes amb un canó automàtic QF d'1 lliura Maxim capturats als bòers

El primer canó que es va anomenar pom-pom va ser el Nordenfelt-Maxim de 37 mm o "QF 1-pounder" introduït durant la Segona Guerra dels Boers, la peça d'artilleria més petita d'aquella guerra. Disparava un obús de 0,45 kg (1 lliure) de pes amb precisió a una distància de 3.000 iardes (1,7 milles; 2,7 km). El barril es refredava per aigua i els obusos s'alimentaven per cinturó d'un cinturó de tela de 25 rodons. Aquest "canó automàtic" disparava carregues explosives (munició sense fum) a 450 carns per minut. Els bòers els van utilitzar contra els britànics, els quals, veient la seva utilitat, van comprar canons a Vickers, que havia adquirit Maxim-Nordenfelt el 1897. Durant la Primera Guerra Mundial, es va utilitzar a les trinxeres del Front occidental contra avions.

### QF d'1½ lliures
El primer pompó naval va ser el QF 1,5-pdr Mark I, una peça amb un calibre de 37 mm (1,46 polzades) i un canó de calibre 43 llarg. Això es va provar als creuers lleugers de classe Arethusa HMS Arethusa i Undaunted, però no va entrar en servei complet, i va ser substituït per una arma més gran, el Mark II QF de 2 lliures.

### Mark II QF de 2 lliures

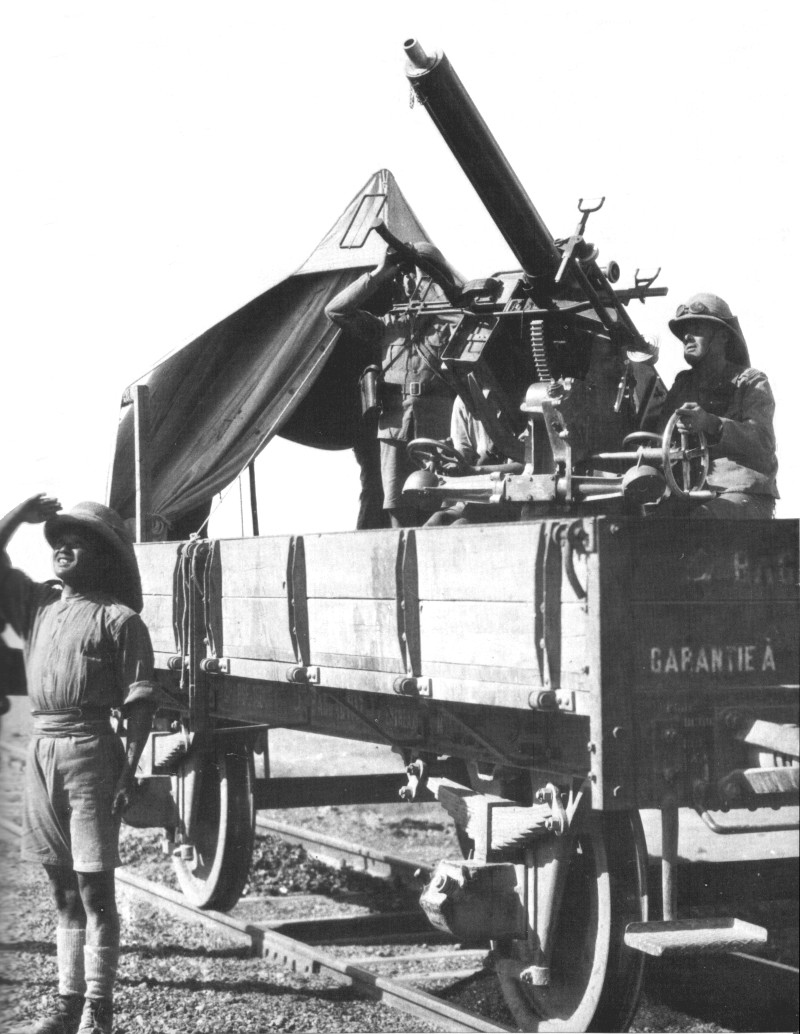
Fotografia posada del Mk II vigilant un tren contra un atac aeri, Mesopotàmia, 1918

El Mark II QF de 2 lliures era una versió més gran del canó Maxim QF d'1 lliura produït per Vickers. Era un canó de calibre 40 mm amb un canó refrigerat per aigua i un mecanisme Vickers-Maxim. Va ser ordenat l'any 1915 per la Royal Navy com a arma antiaèria per a vaixells de mida creuer i inferior. Els models originals disparaven amb cinturons de tela carregats a mà, tot i que posteriorment aquests van ser substituïts per cinturons d'enllaç d'acer. L'ampliació no va ser del tot reeixida, ja que va deixar el mecanisme bastant lleuger i propens a errors com ara la caiguda de rondes dels cinturons. El 1915, es van muntar setze camions de 2 lliures en camions blindats com el camió blindat AA Pierce-Arrow. L'any 1918, un exemple d'aquesta arma es va muntar experimentalment a l'embolcall superior del dirigible 23r de Sa Majestat
Els canons supervivents van ser extretes de l'emmagatzematge per veure'ls en servei durant la Segona Guerra Mundial, principalment a bord de vaixells com ara travelers navals, vaixells a motor i "iots armats". S'utilitzava gairebé exclusivament en els muntatges de pedestals sense motor d'un canó P Mark II (la nomenclatura de la Royal Navy donava muntatges i canons separats amb números de Mark) excepte per a un petit nombre d'armes al muntatge Mark XV, que era un motor de dos canons muntar. Aquests eren massa pesats per ser de cap utilitat al mar i es muntaven a terra. Tots van ser desballestats el 1944.
- Calibre: 40 mm L/39
- Longitud total: 2.400 mm (96 polzades).[4]
- Longitud del forat: 62 polzades (1.600 mm).[4]
- Rifling: Polygroove, secció plana, 54,84 polzades (1.392,94 mm), gir uniforme 1 polzada 30 polzades (760 mm), 12 ranures.[4]
- Pes del conjunt de la pistola i la recàrrega: 527 lliures (239 kg)[4]
- Pes de l'obús: 2 lliures (0,91 kg) HE.
- Velocitat de foc: 200 rpm
- Interval efectiu: 1.200 iardes (1.100 m)
- Velocitat de boca: 1.920 peus/s (590 m/s)

Es van fabricar uns 7.000 canons. El canó també va ser utilitzat pels japonesos com a Shiki de 40 mm/62 "HI". La Regia Marina també el va utilitzar des de la Gran Guerra durant la Segona Guerra Mundial. Va ser substituït a la dècada de 1930 com a canó principal antiaeri als vaixells de guerra italians per canons més moderns, com ara el canó metralladora Breda de 37/54.

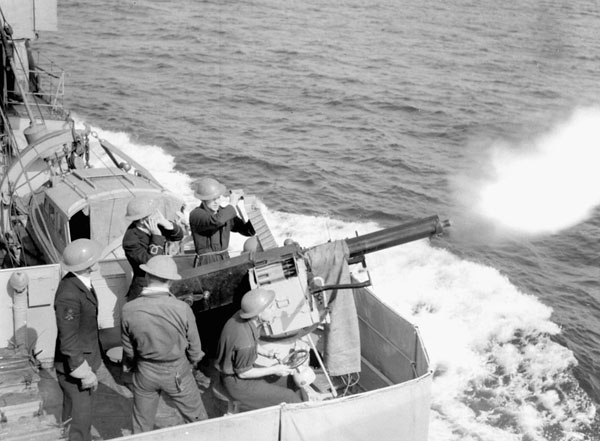
Els artillers de l'HMCS Assiniboine disparen el seu 2 pdr mentre escorten un comboi de tropes d'Halifax a Gran Bretanya, el 10 de juliol de 1940.

## El Mark VIII QF de 2 lliures

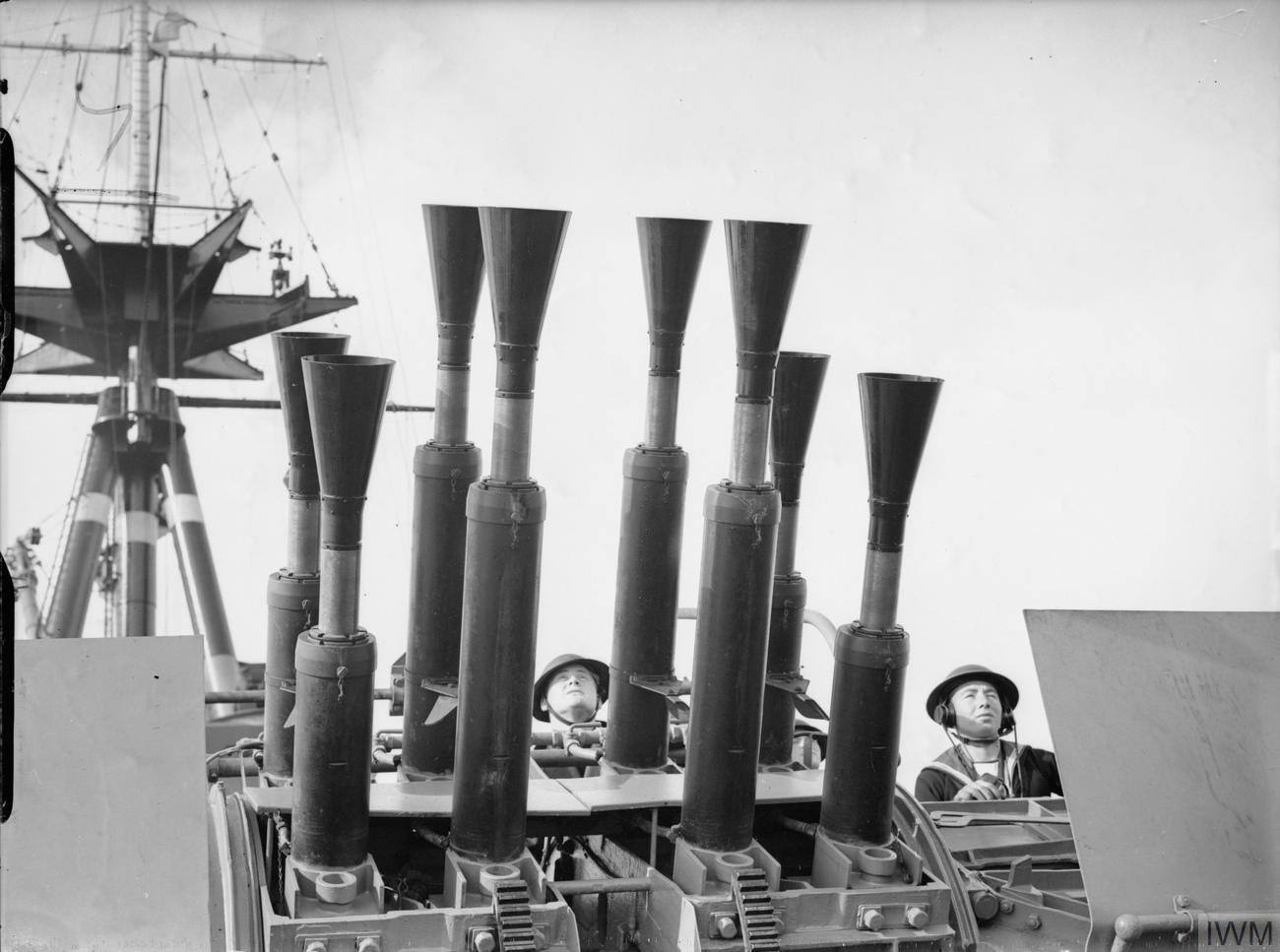
"Chicago piano" de 8 canons a l', vist des de baix

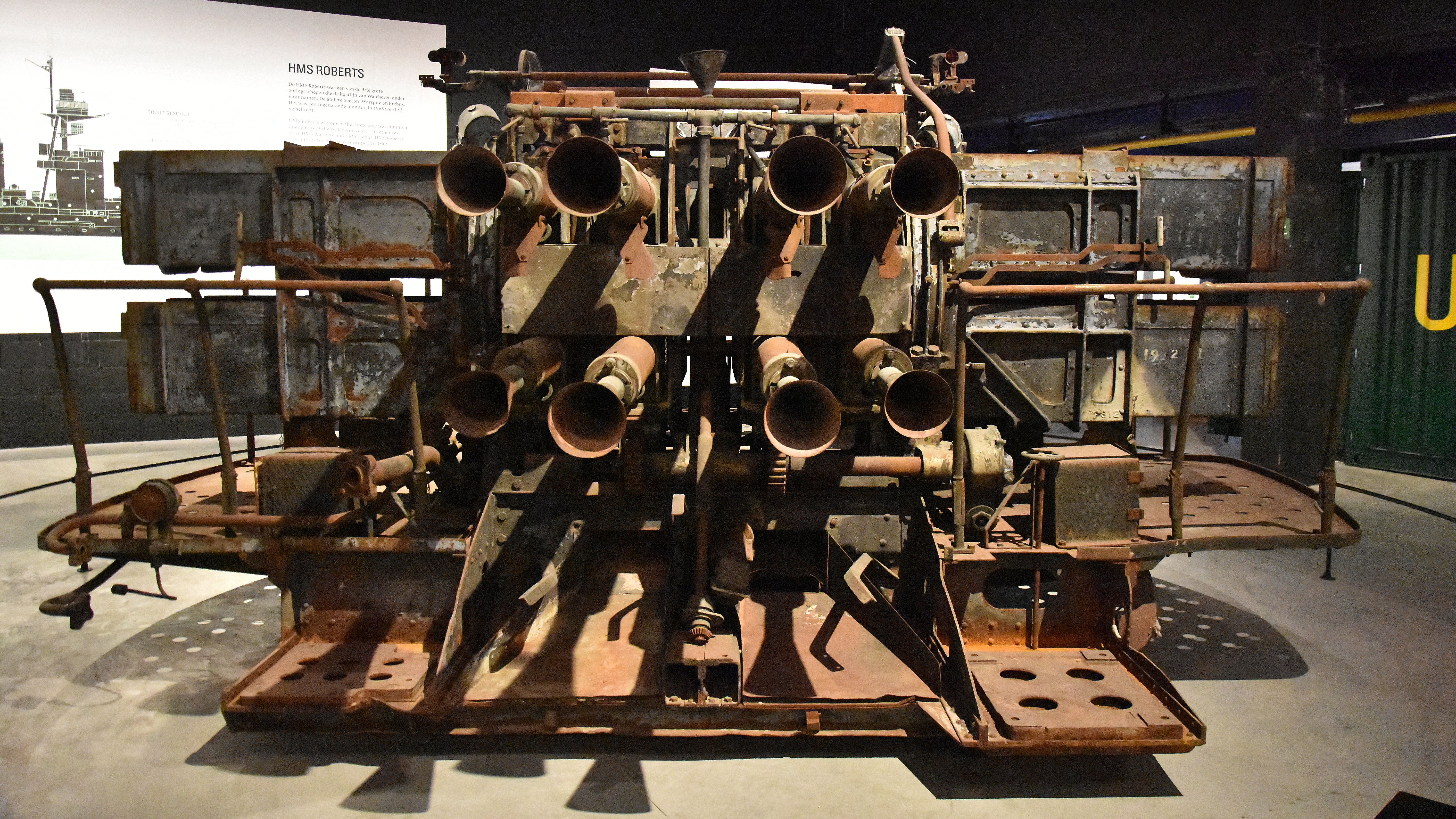
"Piano Chicago" de 8 barres de l'HMS Roberts a Seafront a Zeebrugge. El seu nom complet és: Vickers 2pdr QF MK VIII

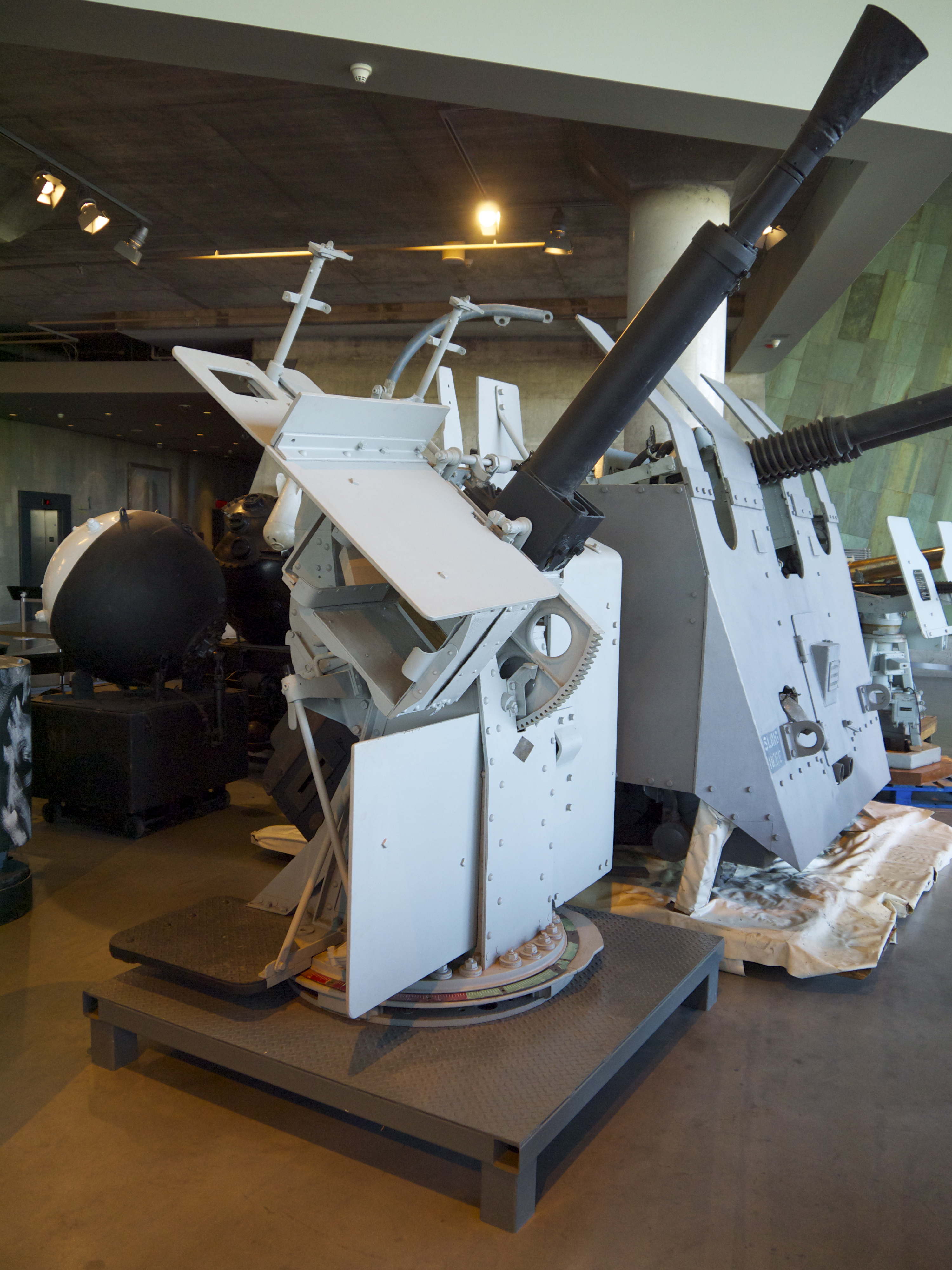
QF2 Mk. VIII de montura única de l'HMCS Kamloops, exposada al Canadian War Museum

La Royal Navy havia identificat la necessitat d'una arma antiaèria de tir ràpid i de diversos canons de curta distància en una fase inicial. El treball de disseny d'aquesta arma va començar el 1923 basant-se en l'anterior Mark II, sens dubte per utilitzar les enormes existències de munició de 2 lliures que quedaven de la Primera Guerra Mundial. La manca de finançament va donar lloc a una història complicada i llarga de disseny i proves i no va ser fins al 1930 que aquestes armes van començar a entrar en servei. Conegut com el Mark VIII QF de 2 lliures, se sol referir-se com a "pom-pom múltiple".
El muntatge inicial va ser el muntatge Mark V de vuit barrils d'11,8 a 17,35 tones (més tard Mark VI), adequat per a vaixells com creuers i portaavions de mida superior.A partir de 1935, el Mark VII de muntatge quàdruple, essencialment la meitat d'un Mark V o VI, va entrar en servei per a vaixells de mida de destructor i creuer. Aquests muntatges d'armes múltiples requerien quatre canons i es van anomenar el "Chicago Piano". La muntura tenia dues files cadascuna de dos o quatre canons. Les armes es van produir tant a la dreta com a l'esquerra i "interior" i "exterior" de manera que els mecanismes d'alimentació i d'expulsió coincideixen.
Els muntatges d'un sol canó, el Mark VIII (manual) i el Mark XVI (accionat elèctricament), també es van utilitzar àmpliament, principalment en petites escortes (com les corbetes classe Flower) i embarcacions costaneres (especialment les primeres llanxes torpedineres a motor Fairmile D). El muntatge Mark XVI estava relacionat amb el muntatge doble Mark V per al canó Oerlikon de 20 mm i el muntatge "Boffin" per al canó Bofors de 40 mm. Els carregadors oscil·laven entre 140 cartutxos per canó per a la muntura de vuit canons fins a 56 cartutxos per a les muntatges individuals. Aquesta gran capacitat de munició (1.120 cartutxos) va donar a la muntura de vuit canons la capacitat de disparar contínuament durant 73 segons sense tornar a carregar. Es va desenvolupar una rodona d'alta velocitat (HV), 1,8 lliures (820 g), per al pom-pom, just abans de la Segona Guerra Mundial, que va augmentar la velocitat inicial del nou canó de 2.040 peus/s (622 m/s) a 2.400. peus/s (732 m/s).
Molts muntatges més antics es van modificar amb kits de conversió per disparar munició HV, mentre que la majoria de muntatges nous es van construir de fàbrica per disparar munició HV. Una muntura modificada o dissenyada per a munició HV va rebre la designació '*'; per exemple, una muntura Mk V modificada per a munició HV seria una Mk V*.

## Marina dels Estats Units
La Marina dels Estats Units també va considerar l'adopció del canó pom-pom abans de la seva entrada a la Segona Guerra Mundial i va realitzar una sèrie de proves entre el seu propi canó canó d'1,1", el canó de 37 mm de l'exèrcit dels Estats Units, el Vickers de 40 mm pom-pom, i el  Bofors 40 mm:
| « | Entre les metralladores considerades hi havia la de 37 mm de l'Exèrcit i la de 2 lliures de la Marina Britànica, més coneguda com el "pom-pom". La decisió aviat es va reduir a una elecció entre el Bofors i el canó britànic. Els britànics estaven ansiosos perquè s'adoptés la seva arma, i el fet que l'ajuda britànica estaria disponible per iniciar la fabricació es va presentar com a argument a favor de la seva selecció. El de 2 lliures, a més, donava bon compte als vaixells britànics. D'altra banda, hi havia el clar desavantatge que l'arma estava dissenyada per a pols de cordita i no hi havia instal·lacions de fabricació per a la producció d'aquesta munició als Estats Units. Un estudi exhaustiu va revelar que l'arma no es podia convertir per emprar pólvora americana. Una altra consideració va ser la velocitat de boca: el pompó tenia una velocitat relativament baixa, 2350 peus per segon en comparació amb els 2830 dels Bofors. L'èxit del pom-pom en acció va ser més que compensat per les qualitats provades dels Bofors en mans d'una sèrie de poders que l'estaven utilitzant, i la Mesa va decidir unir-se a aquest grup. Poc després de la selecció dels Bofors per part de l'Oficina, els oficials navals britànics també van decidir adoptar l'arma. | » |

## Ús en temps de guerra
Encara que era una arma avançada quan es va introduir, amb l'esclat de la Segona Guerra Mundial els avenços en aeronaus l'haurien fet obsoleta sense la introducció de la ronda d'alta velocitat i els nous dissenys de director. Es pretenia que la cortina de foc que va llançar fos suficient per dissuadir l'atac dels avions, cosa que va fer, però es va veure obstaculitzada pel director ineficaç del Mk III. El Director MK IV amb una unitat de giroscopi i un radar tipus 282 va ser un gran avanç i es va introduir als cuirassats de la classe King George V. El gener de 1941, els muntatges del Mk VIII (HV) del HMS Illustrious es van realitzar perfectament disparant 30.000 rondes amb molt poques aturades. Quan l'HMS Prince of Wales va ser atacat i enfonsat per avions japonesos prop de Singapur, l'informe posterior va jutjar que un únic traçador de trets de canó Bofors de 40 mm era una arma antiaèria més eficaç que un canó múltiple pom-pom al control del director, ja que els pom-poms no tenien munició traçadora i la munició de pom-pom s'havia deteriorat molt en els seus armaris d'ús, mentre que les unitats de radar Tipus 282 també van fallar en la calor equatorial. En la mateixa acció, el Comissionat d'Artilleria de l'HMS Repulse va passar tota l'acció corrent d'una muntura de pompó a una altra intentant mantenir-les operatives a causa de la munició defectuosa. Els pompons del Repulse van abatre dues de les quatre morts confirmades fetes per la Força Z, mentre que els pompons del Prince of Wales van fer èxits rècords en avions enemics.
La Royal Navy va jutjar que l'eficàcia del pom-pom oscil·lava entre aproximadament la meitat de la dels Bofors, per arma, contra avions torpeders a gairebé igual contra els atacants Kamikaze. Va ser una arma omnipresent que superava en nombre el canó Bofors en el servei naval de la Commonwealth fins al final de la Segona Guerra Mundial i va abatre molts avions de l'Eix. Les innovacions posteriors com el control remot de potència (RPC) acoblat a un director taquimètric (predicció de velocitat) equipat amb radar van augmentar enormement la precisió i també es van solucionar problemes amb els fusibles i la fiabilitat. Els muntatges individuals van rebre un aïllament cap al final de la guerra, ja que els canons Oerlikon de 20 mm no tenien prou poder de parada per contrarestar els avions kamikaze japonesos i hi havia un nombre insuficient de canons Bofors per satisfer la demanda.
- Calibre: 40 mm L/39
- Pes de la carcassa: 2 lliures (980 g) o 1,8 lliures (820 g) per a rodes d'alta velocitat (HV)
- Velocitat de foc: 115 rpm totalment automàtic
- Interval efectiu: 3.800 iardes (3.475 m) o 5.000 iardes (4.572 m) HV
- Sostre efectiu (HV): 13.300 peus (3.960 m)
- Velocitat inicial: 2.040 peus/s (622 m/s) o 2.400 peus/s (732 m/s) per a HV[21]

## El Mark XIV QF de 2 lliures
El Mark XIV QF de 2 lliures era el canó Rolls-Royce de 40 mm, que havia estat desenvolupat per Rolls-Royce com a competidor del canó "Vickers S" de 40 mm com a arma d'avió. Aquest últim va ser el disseny més reeixit i va trobar algun ús com a arma antitanc. La Royal Navy va adoptar una versió reelaborada com a arma per als vaixells de canonades a motor, adoptant-se en el tipus Fairmile C així com en els MGB tipus de 60 i 70 peus (18 i 21 metres) de la British Power Boat Company. Tenia un bloc de recàrrega lliscant horitzontalment semiautomàtic i es va enviar amb un suport de pedestal entrenat manualment. L'arma no va ser un èxit i dels 1.200 ordenats només se'n van lliurar uns 600. Inicialment va ser substituït en diversos MGB per un sol canó Oerlikon de 20 mm per tal de fer-ho bé, i finalment va ser succeït en el gran paper de disparador ràpid més tard a la guerra pel canó Molins de 6 lliures de 57 mm, el canó antitanc QF 6 de l'exèrcit britànic amb un carregador automàtic.